# Сталинград (аэропорт)
Международный аэропорт Волгоград (Сталинград) (ИАТА: VOG, ИКАО: URWW) — международный аэропорт федерального значения в городе Волгограде. Расположен на северо-западе Дзержинского района (посёлок Аэропорт), в микрорайоне Гумрак, в 15 километрах от центра города. Официальное название аэропорта — Волгоград (Сталинград). Название эксплуатирующей организации: АО «Международный аэропорт Волгоград».

## История

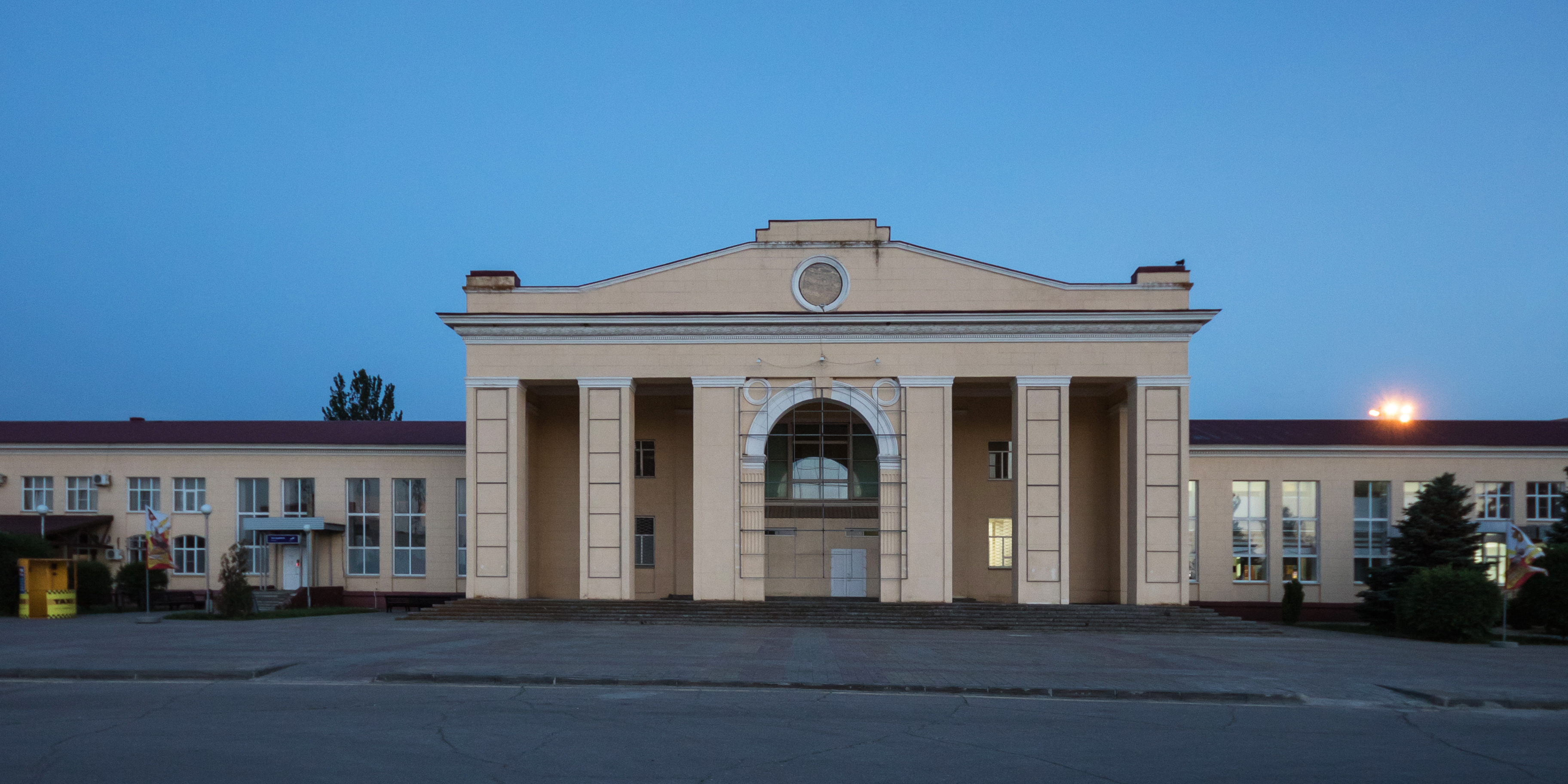
Снесённое при реконструкции старое здание аэровокзала, май 2015 года

Аэропорт создан в 1952 году на основе бывшего военного аэродрома Гумрак, существовавшего с конца 1920-х годов. 
На аэродроме базировалось Сталинградское военно-авиационное училище лётчиков до начала Сталинградской битвы и переноса училища в Кустанайскую область Казахской ССР. В дни Сталинградской битвы использовался немецкими войсками. В мае 1946 года училище было перебазировано в Западно-Сибирский военный округ, в город Обь Новосибирской области.
По состоянию на 1991 год в аэропорту Гумрак базировался Волгоградский объединённый авиационный отряд, в состав которого входили 80-й лётный отряд (89 самолётов Ан-2) и 231-й лётный отряд (15 самолётов Ту-134, 10 самолётов Як-42, 10 самолётов Як-40). До 2010 года являлся портом приписки авиакомпании «Волга-Авиаэкспресс», которая выполняла регулярные и нерегулярные перевозки пассажиров, почты и грузов на внутренних и международных воздушных линиях. 30 марта 2010 года авиакомпания прекратила полёты. 
9 октября 2013 года международный аэропорт Волгограда получил сертификат межгосударственного авиационного комитета о соответствии сертификационным требованиям норм годности к эксплуатации гражданских аэродромов. В соответствии с данным сертификатом аэродрому присвоена I категория ИКАО. При наличии I категории ИКАО аэропорт становится более привлекательным для перевозчиков, так как данный сертификат удостоверяет, что взлётно-посадочная полоса оборудована для точного захода на посадку I категории по 2-м курсам (111°/291°). Ранее, пока аэродром не был категорирован, он имел метеорологический минимум 70 м × 900 м. Посадка воздушных судов по I категории ИКАО допускается при дальности видимости на взлётно-посадочной полосе не менее 550 м и высоте принятия решения не ниже 60 м..

### Реконструкция аэропорта

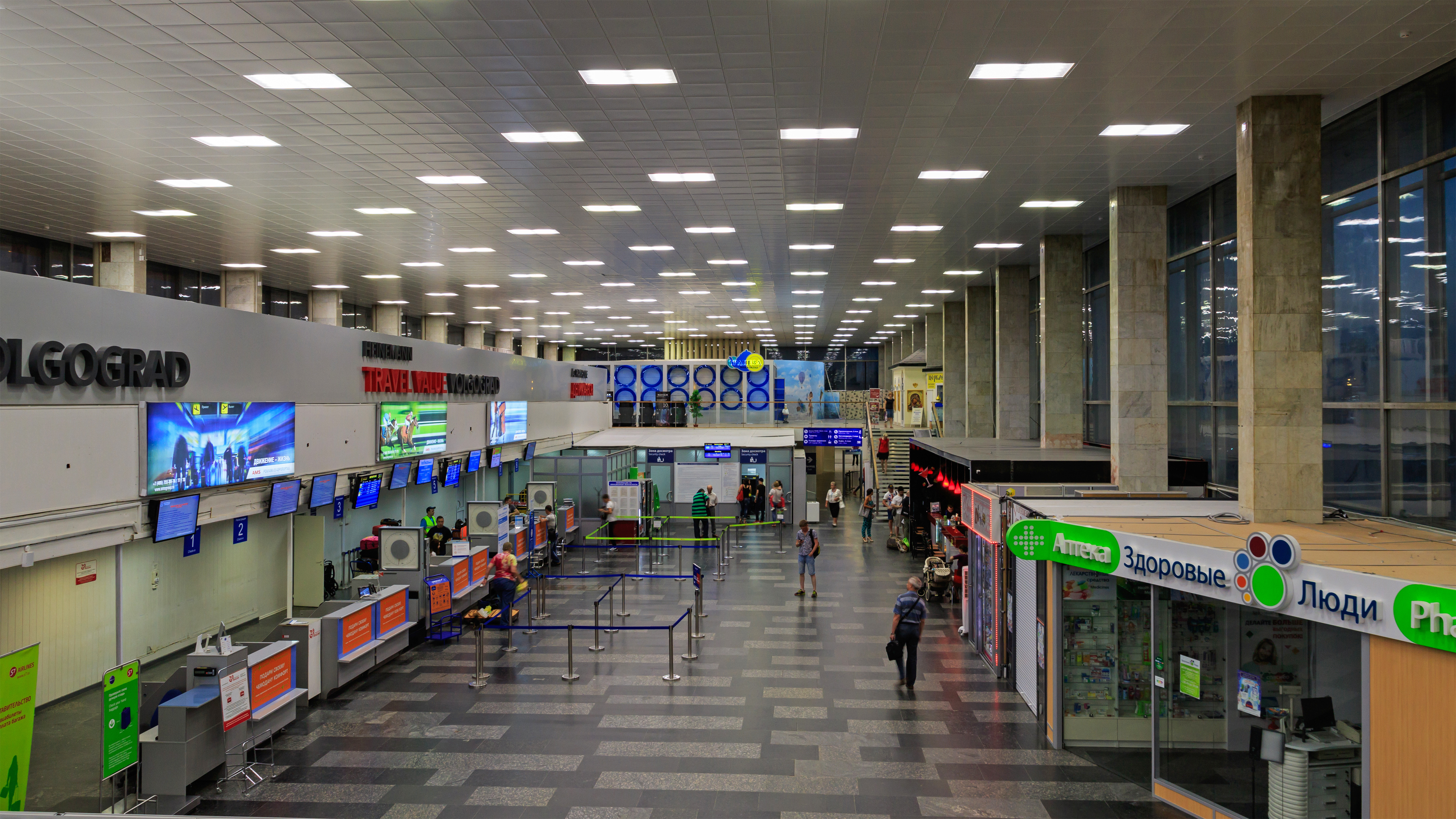
Интерьер старого терминала внутренних авиалиний, май 2015 года

В августе 2014 года аэропорт подвергся масштабной реконструкции лётного поля и аэровокзального комплекса в связи с предстоящим проведением в Волгограде матчей Чемпионата мира по футболу 2018 года. По требованию FIFA в пиковые часы аэропорт должен справляться с нагрузкой в 1450 пассажиров в час. 
Стартовало строительство новой взлётно-посадочной полосы 06/24 длиной 2800 метров (общая длина вместе с концевой полосой торможения — 3280 метров), способной принимать тяжёлые воздушные суда класса Boeing 767-300. Рулежные дорожки и пассажирский перрон также были реконструированы. 
В июле 2016 года введена в строй новая ВПП 06/24, оснащённая современным радиотехническим, светосигнальным и метеорологическим оборудованием по II категории ИКАО, что позволяло аэропорту работать практически в любых погодных условиях. Старая асфальтобетонная ВПП 11/29 размерами 2500х49 м. была выведена из эксплуатации.
В августе 2016 года завершен первый этап реконструкции: открыт терминал «С» международных авиалиний. По состоянию на конец 2017 года аэродром был сертифицирован в соответствии с требованиями II категории ИКАО.
8 мая 2018 года открыт терминал «С2» внутренних авиалиний, имеющий пропускную способность 720 чел/час или до 7 млн пассажиров в год. 12 мая 2018 года в аэропорту открыта железнодорожная станция Волгоградской городской электрички.
В феврале 2020 года стало известно, что Главгосэкспертиза одобрила окончательный проект по модернизации аэровокзала в Волгограде, который предусматривает монтаж четырёх телетрапов. В октябре 2021 года Международный аэропорт Волгограда закупил два новых из четырёх запланированных телетрапа, на что было потрачено 160 миллионов рублей. В июне 2022 года введён в эксплуатацию первый из двух телескопических трапов.

## Название
29 апреля 2025 года президент России Владимир Путин подписал указ о присвоении аэропорту Волгограда исторического наименования «Сталинград» в целях возвращения исторического наименования географическому объекту и увековечения победы советского народа в Великой Отечественной войне 1941–1945 годов. Предложение о переименовании воздушной гавани внёс губернатор Волгоградской области Андрей Бочаров, объяснив эту необходимость просьбами ветеранов.
Данное название стало дополнением к наименованию, то есть оно не вносит изменения в уже действующее и существующее наименование Международного аэропорта Волгограда. По сути, название «Сталинград» имеет такой же статус, как присвоение имени Федора Достоевского аэропорту Пулково — символический акт, который создает для туристов некий бренд.

## Инфраструктура

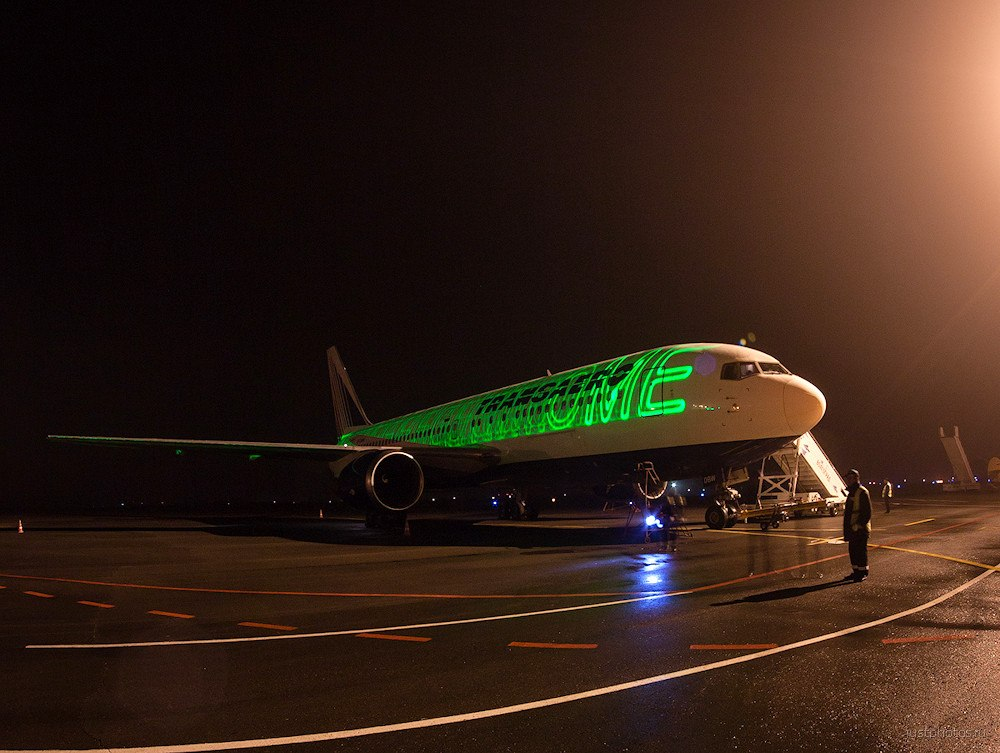
Первый Boeing 767 прибыл в Волгоград, 29 октября 2013 год

В рамках подготовки к чемпионату мира по футболу 2018 была завершена реконструкция аэропортового комплекса, включающего в себя здание внутренних авиалиний и здание международных авиалиний. На первом этаже здания внутренних авиалиний находятся зал ожидания, авиакассы, зал регистрации, зал прилёта, а также зал вылета повышенной комфортности. На втором этаже располагаются зона досмотра, зал ожидания и кафе. На первом этаже здания международных авиалиний находятся зал ожидания, вылета, зал прилёта, зал регистрации и таможенного досмотра, зал вылета и прилёта повышенной комфортности. Также был реконструирован аэродромный комплекс, в составе которого построили взлётно-посадочную полосу, общей протяжённостью 3280 м.
В последние несколько лет и аэровокзальный комплекс был частично реконструирован: заменена верхняя часть фасада, павильон внутренних авиалиний, пристроены новый зал прибытия и зал выдачи багажа, благоустроена прилегающая к аэровокзалу территория. На территории аэропорта располагается гостиница на 70 мест для транзитных пассажиров.

### Транспортные коммуникации
Действует автомобильное и железнодорожное сообщение аэропорта с центром города. Курсируют автобус № 6 от железнодорожного вокзала и пригородный поезд от станции «Шпалопропитка» (4–5 пар поездов в сутки).

### Отпугивание птиц
Столкновение с птицами представляет опасность для самолётов. Чаще других птиц на территории Гумрака встречаются вороны и чайки. В разное время года здесь можно увидеть орлов, грачей, скворцов, ястребов и коршунов. На количество птиц влияет наличие в 5 километрах от аэродрома свалки, на которую свозится мусор из Центрального и Дзержинского районов. Птицы отпугиваются с помощью чучел, ракетниц и аудиозаписей голосов хищных птиц.

## Принимаемые типы воздушных судов

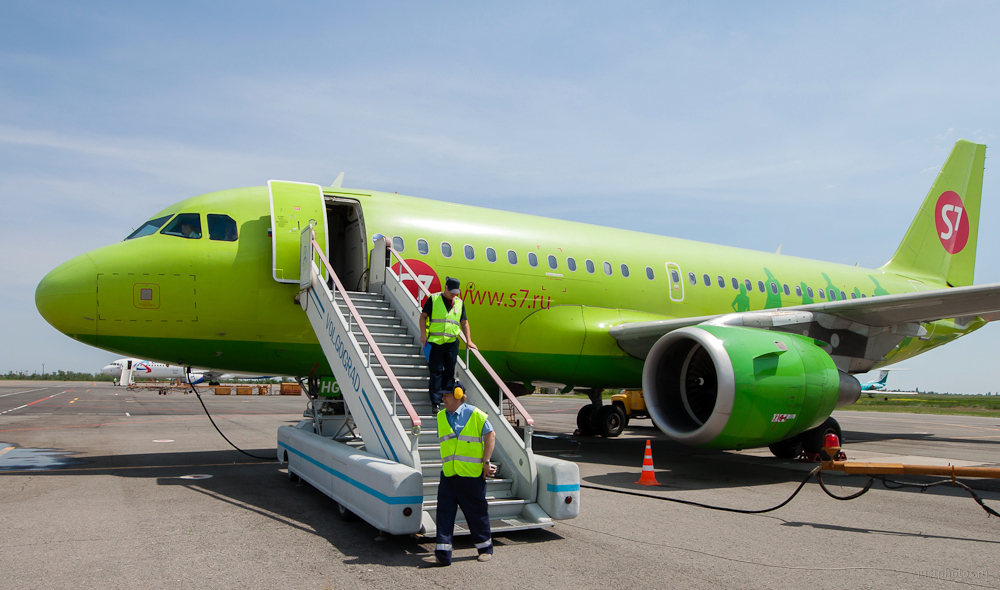
Airbus A319 авиакомпании S7 Airlines в аэропорту Волгограда

Аэропорт может принимать самолёты всех типов, в частности такие как Ан-124, Ил-76, Ту-154, Ту-204, Airbus A330, Boeing 767 и всё более лёгкие, а также вертолёты всех типов.
Аэродром соответствует сертифицированным требованиям норм готовности к эксплуатации гражданских аэродромов по III категории ИКАО. Классификационное число ВПП-1 (PCN) 44/F/D/X/T.

## Показатели деятельности
Данные из запроса в Викиданные.
| год             | 1996    | 1997    | 1998    | 1999    | 2000    | 2001    | 2002    | 2003    | 2004    | 2005    | 2006    | 2007    | 2008    | 2009    | 2010    |
| тыс. пассажиров | 437,763 | 332,233 | 233,022 | 236,684 | 230,465 | 245,609 | 219,552 | 222,440 | 244,978 | 266,988 | 314,628 | 386,161 | 457,245 | 388,624 | 483,869 |
| год             | 2011    | 2012    | 2014    | 2015    | 2016    | 2017    | 2018    | 2019    | 2020    | 2021    | 2022    | 2023    | 2024    |         |         |
| тыс. пассажиров | 559,1   | 582,0   | 757,7   | 901,5   | 811,5   | 1001    | 1143    | 1214    | 781,1   | 1441    | 1360    | 1571    | 1680    |         |         |
| Источники:      |         |         |         |         |         |         |         |         |         |         |         |         |         |         |         |

В 2006—2012 годах пассажиропоток в аэропорту Волгограда значительно[как?] вырос. В 2012 году, обслужив 366 тыс. пассажиров, аэропорт занимал 34 место среди российских аэропортов по пассажирообороту.
В 2015 году пассажиропоток составил около 900 тыс. пассажиров, рост составил 18,5 % (733 тыс. в 2014 году).
В июне 2017 года волгоградский аэропорт был признан самым пунктуальным аэропортом России. Кроме того, воздушная гавань Гумрак по пунктуальности заняла шестое место в Европе.
25 декабря 2017 года международный аэропорт Волгоград впервые за 25 лет обслужил миллионного пассажира.
6 февраля 2019 года международный аэропорт Волгоград получил национальную премию «Воздушные ворота России» в номинации «Лучший аэропорт — 2018 в категории до 2 миллионов пассажиров в год».

## Собственники и руководство
Генеральным директором аэропорта является Сергей Дмитриев.
38 % (51 % обыкновенных акций) принадлежат профильному инвестору, группе «Новапорт».

## Инциденты
В январе 2022 года большой общественный резонанс, подогретый слухами получила новость о переоборудовании старого терминала в склад для трупов.  Руководство аэропорта пояснило, что переоборудованию подлежит крайне незначительная часть площади склада: в ситуации, когда человек умирает вдали от дома, по вполне очевидным причинам его тело желательно транспортировать к месту погребения авиационным транспортом, для чего аэропорт должен иметь соответствующую инфраструктуру. Так, за 12 месяцев 2021 года через аэропорт Волгограда было перевезено 89 трупов, а в связи с открытием большого количества новых внутренних направлений выросла и потребность в обработке увеличившегося количества багажа и грузов всех категорий.